# نانسی عجرم
نانسی نبیل عجرم (زادهٔ ۱۶ مه ۱۹۸۳ در اشرفیه) خواننده مشهور موسیقی پاپ لبنان و سفیر حسن نیت یونیسف است که از ۸ سالگی وارد جهان خوانندگی شد و با حمایت‌های پدرش اولین آلبوم استودیویی خود را در ۱۵ سالگی منتشر کرد.
یکی از دلایل موفقیت نانسی همکاری بدون حاشیه با مدیر عامل شناخته شده و موفق خود به نام جیجی لامارا است.
نخستین آلبوم وی در سال ۱۹۹۸ به نام به تو نیاز دارم منتشر شد و پس از آن آلبوم چشمانت را بر من ببند را در سال ۲۰۰۱ منتشر کرد. آلبوم یا سلام در سال ۲۰۰۳ و آلبوم آره… و نیم را در سال ۲۰۰۴ و نیز آلبوم نوازش کن و لوس شو را در سال ۲۰۰۶ روانه بازار موسیقی کرد، سپس در سال ۲۰۰۷ اولین آلبوم کودکان خود را به نام خط‌خطی‌های ناخوانا منتشر کرد. در سال ۲۰۰۸ آلبوم درباره چه می‌اندیشی؟ و در سال ۲۰۱۰ هفتمین آلبوم خود به نام نانسی ۷ منتشر کرد.
در سال ۲۰۰۸ نانسی جایزه موسیقی ملل را به خود اختصاص داد و عنوان جوان‌ترین خواننده عرب (WMA) کسب کرد. نانسی اولین و تنها اسپانسر و سخنگوی زن کوکا کولا در خاورمیانه است. توسط بسیاری از صاحب نظران نانسی به عنوان نماد موسیقی عربی شناخته و همچنین در هفته‌نامه نیوزویک و برنامه اپرا وینفری به عنوان یکی از تأثیرگذارترین و با نفوذترین شخصیت‌های خاورمیانه انتخاب شده‌است. صفحه رسمی فیسبوک نانسی عجرم با بیش از ۲۱ میلیون لایک بزرگترین صفحه در بین خوانندگان عرب می‌باشد.
نانسی عجرم دو بار در سال‌های ۲۰۰۳ و ۲۰۰۴ از سوی مجله عربی زهرة الخلیج که در امارات متحده عربی چاپ می‌شود به عنوان بهترین خواننده عرب سال برگزیده شد و در سال ۲۰۰۵ مجله نیوزویک او را به عنوان یکی از تأثیرگذارترین شخصیت‌های جهان عرب انتخاب کرد.

## اوایل زندگی
نانسی عجرم در ۱۶ می۱۹۸۳ در یکی از محله‌های بیروت به نام اشرفیه به عنوان دختر نبیل عجرم و ریموندا عون متولد شد. او در سال ۱۹۹۵ در سن ۱۲ سالگی در برنامه تلویزیونی نجوم المستقبل که استعدادهای موسیقی را کشف می‌کنند حضور یافت، و بعد از خواندن یکی از آهنگ‌های خواننده معروف عرب به نام ام کلثوم به مدال طلا دست یافت.
نانسی علی‌رغم اینکه کمتر از ۱۸ سال سن داشت موسیقی را در کنار نوازندگان معروف لبنانی آموخت و در سندیکای هنرمندان حرفه‌ای لبنان به عنوان عضو پذیرفته شد.
اولین تک‌آهنگ‌های او "Hobbak Allam Albi El Gheere" از عبدو منظر و آهنگ "Oulha Kelma Ala Shani" بودند. در سال ۱۹۹۸ در سن ۱۵ سالگی اولین آلبوم خود را به نام به تو نیاز دارم منتشر کرد و در سال ۲۰۰۰ آلبوم چشمانت را بر من ببند را روانه بازار موسیقی کرد، که موفقیت‌های بزرگتری را برای او به ارمغان آورد.

## موسیقی حرفه‌ای

### ۲۰۰۲–۲۰۰۴: یا سلام
موفقیت‌های نانسی هنگامی شروع شد که او فعالیت خود را با جیجی لامارا تولیدکننده و مدیرعامل باتجربه آغاز کرد. در اوایل سال ۲۰۰۳ شهرت نانسی با آهنگ «أخاصمک آه» (تمام‌ات می‌کنم) افزایش یافت، در سال ۲۰۰۳ سومین آلبوم استودیویی خود را به نام یا سلام (ای وای) منتشر کرد که فروش بالایی داشت و موفقیت‌های زیادی را کسب کرد. ویدئو کلیپ «أخاصمک آه» برای نانسی حواشی زیادی به همراه داشت که یادآور فیلم‌های قدیمی عربی بود که نانسی به عنوان مدیر کافه با مشتریان خود می‌رقصید و برای آن‌ها طنازی می‌کرد. موزیک ویدئوهای بعدی نانسی، «یا سلام» و «یای سحر عیونه» ، انتقادها را فرونشاند و سبک و توانایی‌های نانسی را بهتر به مردم معرفی کرد.

### ۲۰۰۴–۲۰۰۶: آره… و نیم، کوکا کولا
آلبوم چهارم نانسی به نام آره… و نیم در ۱۲ آوریل ۲۰۰۴ منتشر شد، آلبوم آره… و نیم موفقیت‌های فوق‌العاده‌ای را برای نانسی به ارمغان آورد و موقعیت نانسی را به عنوان یک ستاره در صنعت موسیقی عربی تثبیت کرد. نانسی سپس ویدئو کلیپ "لون عیونک" (رنگ چشم‌های تو) را فیلم‌برداری کرد که نانسی به عنوان عروس در یک عروسی سنتی لبنان به تصویر کشیده شده بود. پس از انتشار آلبوم، نانسی قرارداد خود را با کوکا کولا به عنوان اسپانسر و سخنگوی رسمی این شرکت بزرگ در خاورمیانه و منطقه آفریقا به امضا رساند. اولین ویدئو کلیپ تجاری برای کوکا کولا به نام "قول تانی کده" (دوباره بگو) توسط کارگردان بین‌المللی و ایتالیایی به نام لوکا توماسینی ساخته شد.
چهارمین آهنگ از آلبوم آره… و نیم به نام "إنت إیه؟" (تو چه هستی؟) با کارگردانی نادین لبکی ساخته شد، در این ویدئو کلیپ نانسی در نقش زنی ظاهر می‌شود که با مخفی کردن گریه‌های خود از شوهر دروغگو، می‌خواهد زندگی خود را حفظ کند. این موزیک ویدئو به شدت موفق شد و طرفداران نانسی از این ویدئو استقبال خوبی داشتند. بعد از این ویدئو کلیپ بازیگران و کارگردانان برجسته مصری مانند فاتن حمامه بازی نانسی در این ویدئو کلیپ را مورد ستایش قرار دادند.

### ۲۰۰۶–۲۰۰۸: نوازش کن و لوس شو،خط‌خطی‌های ناخوانا، «الدنیا حلوا»

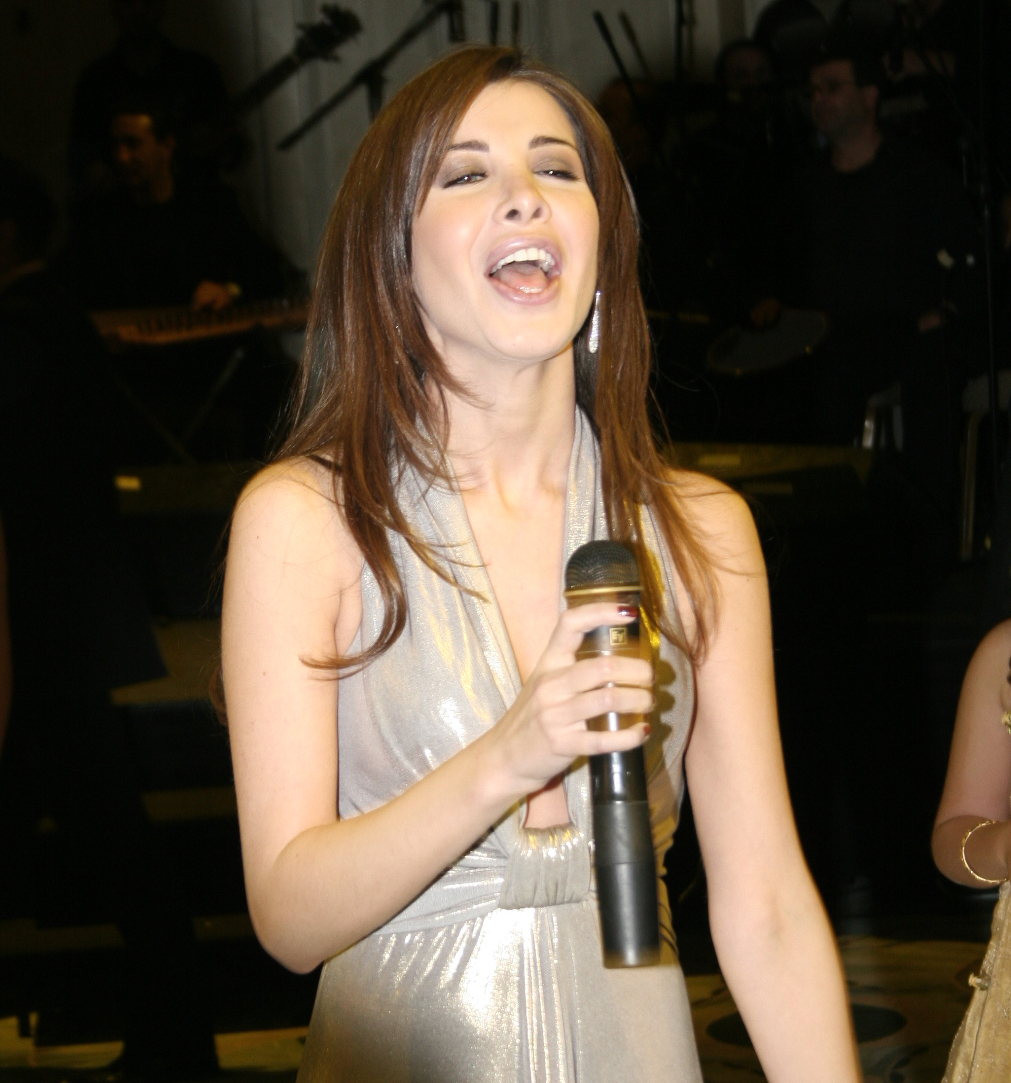
نانسی عجرم در یک مراسم عروسی در قاهره، ۳۰ دسامبر ۲۰۰۷

پنجمین آلبوم نانسی به نام نوازش کن و لوس شو در ۱۵ فوریه ۲۰۰۶ منتشر شد. آلبوم نوازش کن و لوس شو با شش ویدئو کلیپ ساخته شده و پنج آهنگ استفاده شده در تبلیغات بهترین آلبوم نانسی تا به امروز بوده‌است.
سپس نانسی ویدئو کلیپ «معجبة» را برای کوکاکولا فیلم‌برداری کرد، همچنین نانسی قرارداد تبلیغ برای شرکت جواهرات داماس را امضا کرد، و اولین آهنگ و ویدئوی ساخته شده برای داماس «أنا یللی بحبک» بود. نانسی سپس برای اولین بار با کارگردان برجسته لبنانی به نام سعید الماروق در ساخت ویدئو کلیپ «إحساس جدید» (حس تازه) همکاری کرد، که این آهنگ به عنوان موفق‌ترین آهنگ آلبوم نوازش کن و لوس شو شناخته می‌شود. این ویدئو ادای احترام سعید الماروق به پدر و مادر ناشنوای خود بود که در آن زنی پولدار عاشق جوانی کر و لال می‌شود. نانسی در سال ۲۰۰۷ ویدئو کلیپ «إللی کان» را برای داماس ساخت و نیز آهنگ «الدنیا حلوا» (زندگی زیباست) را برای کوکاکولا ضبط کرد.
ششمین آلبوم نانسی در سال ۲۰۰۷ به نام خط‌خطی‌های ناخوانا در جهت آموزش ارزش‌ها و اخلاق خوب به کودکان منتشر شد. نانسی مدت‌ها در فکر انتشار چنین آلبومی برای کودکان بود. دومین همکاری نانسی و سعید الماروق در ویدئو کلیپ «شخبط شخابیط» بود که چهار عدد از آهنگ‌های این آلبوم را در خود داشت که موفق‌ترین آن‌ها «شخبط شخابیط» و «شاطر شاطر» بود. نانسی آهنگ‌های آلبوم خط‌خطی‌های ناخوانا را در محافل کودکان مانند کانال MBC3 و برنامه استار صغار اجرا کرد. او سپس ویدئو کلیپ «رساله العالم» (پیامی به دنیا) را با کارگردانی فادی حداد فیلم‌برداری کرد که موضوع آن صلح جهانی بود. این ویدئو کلیپ در تاریخ ۲۵ مهٔ ۲۰۰۸ منتشر شد.

### ۲۰۰۸–۲۰۱۰: دربارهٔ چه می‌اندیشی؟،جایزه موسیقی ملل، یونیسف و دوران ماردی
نانسی در ۳۰ ژوئیه ۲۰۰۸ هفتمین آلبوم استودیویی خود به نام درباره چه می‌اندیشی؟ منتشر کرد. این آلبوم برای طرفداران یک غافل‌گیری بزرگ بود چون در این آلبوم نانسی از سبک‌های جدید استفاده کرده بود و تغییرات زیادی را نسبت به آلبوم‌های قبلی داشت. این آلبوم یکی از موفق‌ترین آلبوم‌های نانسی بود که توانست جایزه موسیقی ملل را نصیب خود کند.

### ۲۰۱۴ تاکنون: نانسی ۸ وحست می‌کنم
نانسی عجرم در سال ۲۰۱۴ آلبوم جدید خود را با نام نانسی ۸ را روانه بازار کرد؛ که این آلبوم در ۵ ماه اول در کشور کانادا موفق تر از آلبوم انریکه ایگلسیاس قرار گرفت و تاکنون موفقیت‌های چشم‌گیری را از ان خود کرده‌است.
نانسی عجرم در سال ۲۰۱۴ برنده جایزه موسیقی جهانی شد و عنوان بهترین خواننده زن لبنانی را از ان خود کرد.
همچنین در سال ۲۰۱۴ برنده جایزه «موریکس دور» در بخش بهترین خواننده زن لبنانی شد.
او همچنین یکی از داوران مسابقه پرطرفدار عرب آیدل بود که از شبکه ام‌بی‌سی پخش می‌شود.

## جنجال‌ها
در اوت ۲۰۱۱، عجرم در صفحه رسمی خود در فیس بوک، به دلیل هک شدن وب سایت رسمی خود در سال ۲۰۰۶، از سخنان ضد ایرانی که به دروغ به او نسبت داده شده، عذرخواهی کرد.
در سال ۲۰۱۸ تیم مدیریتی عجرم در طول جشنواره غرور دگرباشان جنسی در گوتنبرگ وارد جنجال شد و خواستار برچیده شدن همه پرچم‌های رنگین‌کمان برای اجرای وی شد. حامد سینو، خواننده دگرباش لبنانی ساکن بیروت در یک پست فیس‌بوکی از او انتقاد کرد و گفت که او و گروهش در حالی که همه پرچم‌های رنگین‌کمان در آنجا بودند، در افتتاحیه جشنواره بر روی صحنه رفتند.همجنسگرایی از سال ۲۰۱۱ در لبنان قانونی است و نانسی عجرم در سال ۲۰۰۳ با کلیپ یا سلام از درگ کویین ها و دگرباشان حمایت کرده بود با این حال او از این ماجرا عذر خواهی کرد .
در ساعات اولیه ۵ ژانویه ۲۰۲۰، یک متجاوز مسلح به نام محمد حسن موسی وارد ویلای عجرم و شوهرش فادی الهاشم در سهیله، منطقه کسروان شد. با این حال، موسی توسط الهاشم به ضرب گلوله کشته شد. دادستان لبنان غاده عون بعداً دستور دستگیری الهاشم را صادر کرد و تحقیقات دربارهٔ این حادثه آغاز شد. عجرم خود از ناحیه پای راست دچار آسیب دیدگی جزئی شد. در ۷ ژانویه، الهاشم با شرط منع از سفر به خارج از کشور تا پایان تحقیقات از زندان آزاد شد. عجرم خاطرنشان کرد که «واکنش شوهرش به متجاوز پس از تهدید شدیدی بود که تقریباً در عرض ۶ تا ۷ دقیقه رخ داد».

## آلبوم‌ها
آلبوم‌های استودیویی
- به تو نیاز دارم (۱۹۹۸)
- چشمانت را بر من ببند (۲۰۰۱)
- یا سلام (۲۰۰۳)
- آره… و نیم (۲۰۰۴)
- نوازش کن و لوس شو (۲۰۰۶)
- درباره چه می‌اندیشی؟ (۲۰۰۷)
- نانسی ۷ (۲۰۱۰)
- نانسی ۸ (۲۰۱۴)
- نانسی ۹ (حست می‌کنم) (۲۰۱۷)
- نانسی ۱۰ (۲۰۲۱)

آلبوم‌های مخصوص کودکان
- خط‌خطی‌های ناخوانا (۲۰۰۷)
- سوپر نانسی (۲۰۱۲)